# Guanfacin
Guanfacin (varunamn Estulic, Tenex och med modifierad utsöndring Intuniv) är ett sympatolytiskt medel som används i behandlingen av ADHD, ångest och hypertension (högt blodtryck). 
Den är en selektiv α2A receptoragonist.
Dessa receptorer är tätt koncentrerade i Prefrontala cortex och Locus coeruleus och stimulering av dessa har potentialen att förbättra uppmärksamhet genom modulering av aktivitet i den förstnämnda delen.
Guanfacin sänker både systoliskt och diastoliskt blodtryck genom att aktivera dom α2A norepinefrinerga autoreceptorerna, vilket leder till reducerat tryck.
Guanfacin är för närvarande tillåtet och marknadsförs i Sverige och Europeiska Unionen som Intuniv för behandlingen av barn och ungdomar med ADHD.

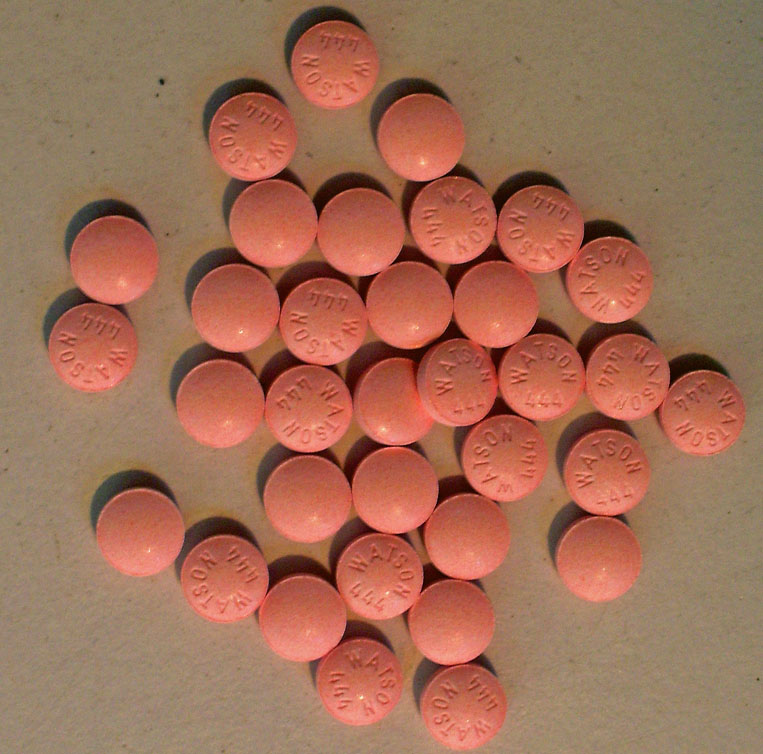
1 mg guanfacin i tablettform.

## Medicinsk användning

### Hypertension
Medlet har i studier visat sig sänka blodtrycket både akut men även under längre tidssrymder där det visat sig kunna orsaka normalisering i blodtrycket hos 54% av alla patienter som behandlades över ett år och 66% under två års tid.
Den genomsnittliga reduktionen i arteriskt tryck hos alla patienter var 16% i slutet av det första året och 17% vid slutet av det andra behandlingsåret.

### ADHD
Guanfacin används både som monobehandling och som tillägg till psykostimulanter för att behandla barn och unga med ADHD.
Dess effektivitet i behandlingen av denna funktionsnedsättning antas bero på dess förmåga att stärka prefrontal regulation av både uppmärksamhet och beteendekontroll.

### Ångest
Ett annat psykiatriskt användningsområde för Guanfacin är i behandlingen av ångestsjukdomar såsom Generaliserat ångestsyndrom och Posttraumatiskt stressyndrom.
Guanfacin och andra α2A agonister har ångestdämpande effekt genom att reducera det emotionella gensvaret från amygdala och genom att stärka prefrontal kortex reglering av känslor, handlingar och tankar.
Dessa effekter tros komma från både hämmande av stressinducerad katekolaminutsöndring och från starka post-synaptiska effekter i prefrontala cortex.
På grund av dess långa halveringstid så har Guanfacin också visat sig förbättra mardrömsavbruten sömn hos patienter med PTSD.
Alla dessa olika effekter bidrar troligtvis till att dämpa hypermedvetenheten, återupplevandet av minnen och impulsiviteten associerade med PTSD .
Guanfacin förefaller vara specifikt hjälpsam vid behandlingen av barn som har blivit utsatta för olika trauman.

### Behandling av abstinenssymptom
Guanfacin utreds också som behandling av abstinenssymptom från opioider, etanol och nikotin.
Guanfacin har nämligen visat sig reducera stressinducerat nikotinbegär hos rökare som försöker sluta, vilket kan bero på förstärkning av prefrontalreglerad självkontroll.